# Alina Centkiewiczowa
Alina Centkiewiczowa (5. prosince 1907, Hłuszki (dnes na (Ukrajině) – 11. března 1993, Varšava) byla polská spisovatelka a cestovatelka, autorka knih pro děti a mládež. Většinu svých děl napsala společně se svým manželem Czesławem Centkiewiczem.

## Život

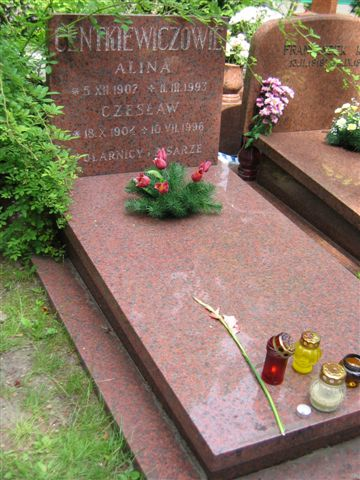
Hrob Aliny a Czesława Centkiewiczových ve Varšavě

Narodila se roku 1907 v obci Hłuszki jako Alina Giliczyńska. Od roku 1918 žila se svou rodinou ve Varšavě. Roku 1923 odjela se svým otcem, který pracoval pro Sdružení zabývající se emigranty, do Brazílie. Další cesta se již neuskutečnila, protože otec onemocněl a po neúspěšné operaci ochrnul.
Roku 1925 začala studovat práva na univerzitě v Grenoblu. Roku 1926 poznala na jedné cestě do Alp svého budoucího manžela Czesława Centkiewicze. Ten studoval rovněž v Grenoblu elektrotechniku, ale od roku 1928 pokračoval ve studiu v Lutychu. Alina ukončila studia v roce 1929 a vrátila se do Varšavy, aby se mohla starat o nemocného otce. To jí natolik bránilo ve vykonávání její profese, že po absolvování knihovnického kurzu na Varšavské univerzitě začala roku 1932 pracovat jako vedoucí knihovny Národní zemědělské banky. Když se Czesław vrátil z polární výpravy do Varšavy, jejich známost se obnovila a roku 1939 uzavřeli sňatek.
Oba se zúčastnili Varšavského povstání v roce 1944 a po jeho porážce byli posláni do koncentračních táborů, Czesław do Neuengamme u Hamburku a Alina do Ravensbrücku. Na konci války byla Alina převedena do tábora ve Stuttgartu, kde se dočkala osvobození. Po návratu do Polska našla svého manžela, který rovněž přežil, a usadila se s ním v Jelení Hoře, kde Czesław zastával pozici technického ředitele energetického podniku Dolního Slezska.
V té době se začala silně společensky angažovat. V letech 1946–1950 vykonávala funkci místopředsedkyně Ligy žen v Jelení Hoře, byla členem Společnosti přátel dětí a Společnosti polsko-sovětského přátelství, bojovala proti negramotnosti a roku 1949 vstoupila do Polské sjednocené dělnické strany. Protože její manžel byl již před válkou uznávaným autorem populárních cestopisů, byly po něm neustále požadovány další knihy, na jejichž psaní měl málo času. Alina se proto rozhodla, že mu se psaním pomůže. Prvním jejich společným dílem byl dětský román Odarpi syn Egigwy z roku 1949, po kterém následovalo více než třicet dalších děl. Tak vznikla spisovatelská dvojice Alina a Czesław Centkiewiczovi, která patřila k nejpopulárnějším autorům poválečné polské literatury a jejíž knihy byly přeloženy do téměř dvaceti jazyků.
Se svým manželem rovněž hodně cestovala a roku 1958 se stala první Polkou (a šestou ženou na světě vůbec), která navštívila Antarktidu. Za své dílo obdržela řadu vyznamenání – například Zlatý kříž za zásluhy (1956), Rytířský kříž Řádu polského znovuzrození (1962), Medaili Národní vzdělávací komise (1969), Řád úsměvu (1970) nebo Důstojnický kříž Řádu polského znovuzrození (1974). Zemřela roku 1993 ve Varšavě. Roku 2012 obdržela posmrtně čestné občanství města Legionowo.

## Dílo

### Společně s manželem
- Odarpi, syn Egigwy (1949), román pro děti odehrávající se v Grónsku.
- Zdobywcy bieguna północnego (1950, Dobyvatelé severního pólu), román.
- Na podbój Arktyki (1952, Dobývání Arktidy), poutavé vyprávění o dějinách zápasu člověka s přírodou dalekého severu.
- W lodach Eisfiordu (1953)
- Znowu na Wyspie Niedźwiedziej (1954, Opět na Medvědím ostrově)
- Arktyka, kraj przyszłości (1954)
- Bohaterski szturman (1956, Statečný důstojník)
- Na białym szlaku (1956, Bílou cestou), sbírka povídek.
- Pułkownik Orvin mylił się (1959, Plukovník Orwin se mýlil), sbírka povídek.
- Wyspy Mgieł Wichrów (1959)
- Tajemnice szóstego kontynentu (1960, Tajemství šestého kontinentu), sbírka povídek.
- Opowieści spod bieguna (1960, Povídky od pólu), sbírka povídek.
- Kierunek - Antarktyda (1961, Směr – Antarktida), reportáže.
- Fridtjöf, co z ciebie wyrośnie? (1962, Fridtjofe, co z tebe vyroste?), česky jako Veliký Nor, životopisný román o slavném polárním badateli Fridtjofu Nansenovi.
- Zaczarowana zagroda (1963, Začarovaná usedlost)
- Tumbo z Przylądka Dobrej Nadziei (1964, Tumbo z mysu Dobré naděje), dobrodružný román o dvanáctiletém černošském chlapci z Kapského Města, který uprchl z vězení, kam se dostal pro rasovou nenávist, a s norskou lodí se dostává do Antarktidy.
- Czy foka jest biała (1965)
- Piotr w krainie białych niedźwiedzi (1965, Petr v zemi ledních medvědů)
- Człowiek, o którego upomniało się morze (1966, Člověk, na kterého si vzpomnělo moře), česky jako Roald Amundsen
- Okrutny biegun (1969, Nemilosrdný pól)
- Osaczeni wielkim chłodem (1970, Obklíčeni věčným ledem), česky jako V zemi bez stínu, kniha o Grónsku.
- Nie prowadziła ich Gwiazda Polarna (1974, Nevedla je Polárka)
- Tumbo nigdy nie zazna spokoju (1977, Tumbo znovu v nesnázích), pokračování knihy Tumbo z mysu Dobré naděje.

### Samostatně
- Radiostacja zamilkła (1953, Vysílačka se odmlčela).
- Niezwykła podróż (1955, Neobyčejná cesta).
- Mufti, osiołek Laili (1964 Mufti, Lailin oslíček).

## Filmové adaptace
- Na białym szlaku (1963, Bílou cestou), polský film, režie Jaroslaw Brzozowski a Andrzej Wróbel.

## Česká vydání
- Dobývání Arktidy, Mladá fronta, Praha 1958, přeložila Helena Stachová.
- V zemi polární záře, SNDK, Praha 1960, přeložila Helena Stachová, povídky z knihy Bílou cestou.
- Bílou pustinou, Naše vojsko, Praha 1961, přeložila Helena Stachová, společné vydání povídkových knih Bílou cestou a Plukovník Orwin se mýlil.
- Velký Nor, Mladá fronta, Praha 1964, přeložila Helena Stachová.
- Roald Amundsen, Mladá fronta, Praha 1971, přeložila Helena Stachová.
- V zemi bez stínu, Orbis, Praha 1974, přeložila Helena Stachová.
- Tumbo z mysu Dobré naděje, Albatros, Praha 1981, přeložila Helena Stachová.
- Tumbo znovu v nesnázích, Albatros, Praha 1982, přeložila Helena Stachová.